# Матаморас (Пенсилванија)
Матаморас (енгл. Matamoras) град је у америчкој савезној држави Пенсилванија.

## Демографија
По попису из 2010. године број становника је 2.469, што је 157 (6,8%) становника више него 2000. године.
| Група             | 2000.         | 2010.         |
| Белци             | 2.178 (94,2%) | 2.216 (89,8%) |
| Афроамериканци    | 14 (0,6%)     | 34 (1,4%)     |
| Азијати           | 22 (1,0%)     | 44 (1,8%)     |
| Хиспаноамериканци | 74 (3,2%)     | 135 (5,5%)    |
| Укупно            | 2.312         | 2.469         |